# Caloptilia citrochrysa
Caloptilia citrochrysa är en fjärilsart som först beskrevs av Edward Meyrick 1930.  Caloptilia citrochrysa ingår i släktet Caloptilia och familjen styltmalar. Inga underarter finns listade i Catalogue of Life.